# مارتين دوراند
مارتين دوراند (بالإسبانية: Martín Durand) هو لاعب اتحاد الرغبي أرجنتيني، ولد في 30 مايو 1976 في بوينس آيرس في الأرجنتين.

## وصلات خارجية
- مارتين دوراند عل موقع إسبنسكروم (الإنجليزية)
- مارتين دوراند على موقع ItsRugby.co.uk (الإنجليزية)